# ユニオン駅 (トロント)
ユニオン駅（Union Station）は、カナダのトロントにある鉄道駅。カナダ最大規模の駅であり、利用者数も最大である。

## 概要
駅の管理はカナディアン・ナショナル鉄道とカナダ太平洋鉄道が共同で行っているが、両者は貨物鉄道である。旅客の長距離列車はVIA鉄道とアムトラック、近郊列車はGOトランジットによって運行されている。乗り場は少し離れているが空港連絡鉄道のユニオン・ピアソン・エクスプレスもユニオン駅をターミナルとしている。
駅周辺にはトロント市地下鉄やトロント市電(トロント交通局)、バスターミナルなどの交通機関が集まっており、相互に乗り換えができる。駅の向かいには巨大なロイヤルヨークホテルが聳える。1929年にカナダ太平洋鉄道がステーションホテルとして建設したもので、トロントを代表する高級ホテルのひとつである。
ユニオン駅は元々カナダ太平洋鉄道とグランド・トランク鉄道の共同使用駅として建設された。ボザール様式の荘厳な駅舎は高く評価されており、1975年にカナダ国定史跡に登録された。正面のファサードは229mの長さがあり、内部には天井高27mのホールがある。駅は何度も改修工事を受けており、南口や乗り場は現代的な造りである。

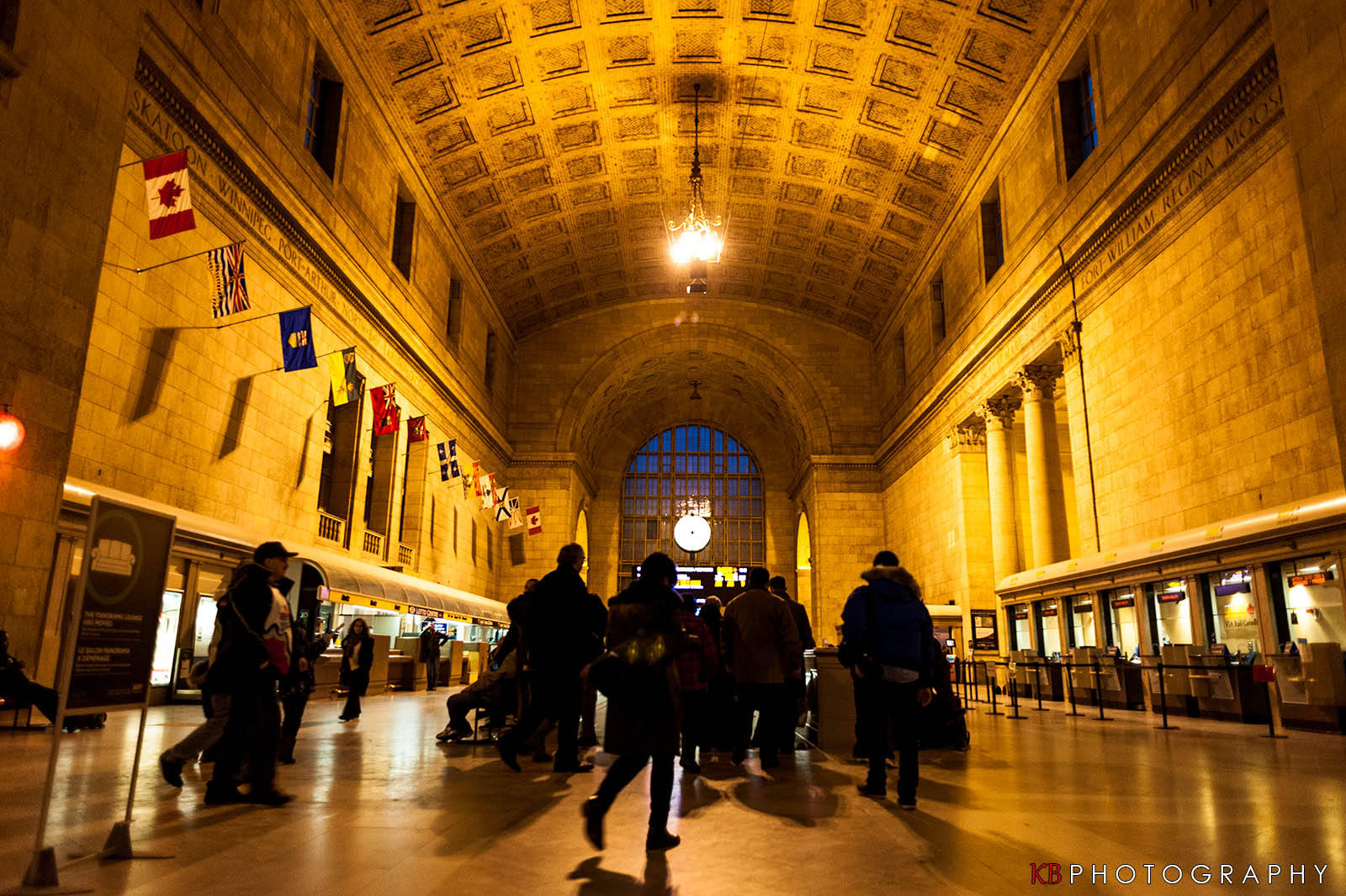
ホール
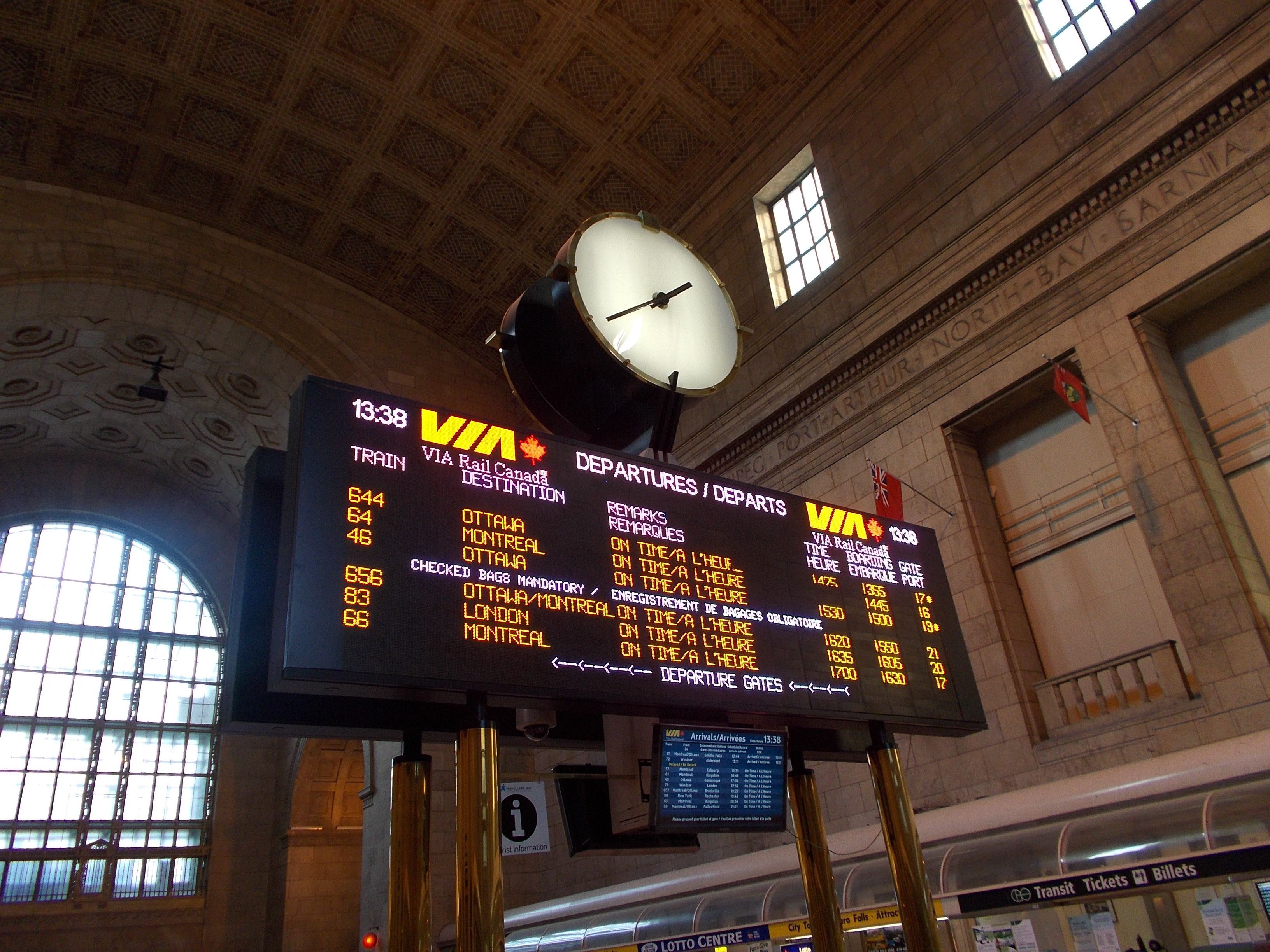
発車標
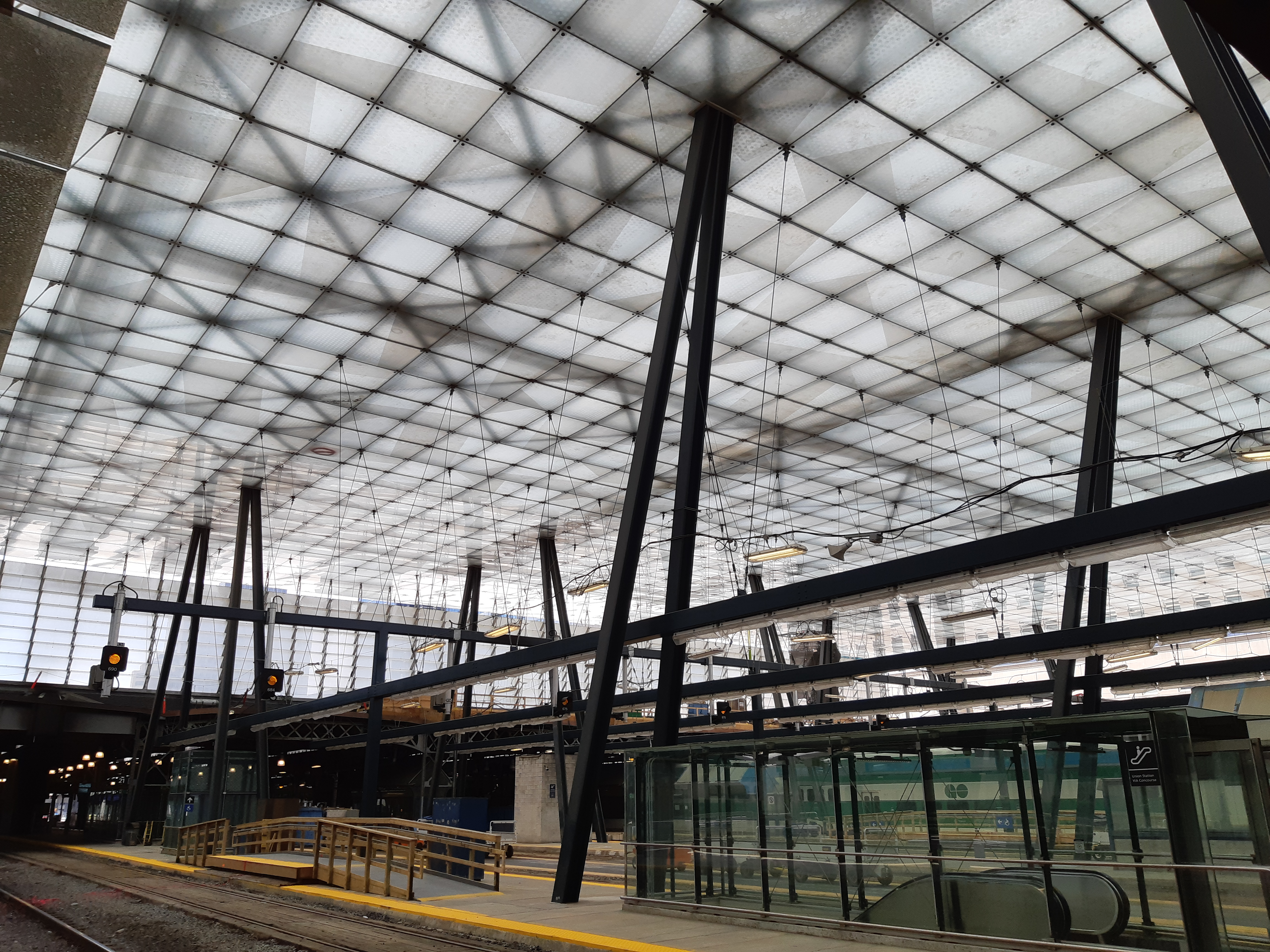
トレインシェッド
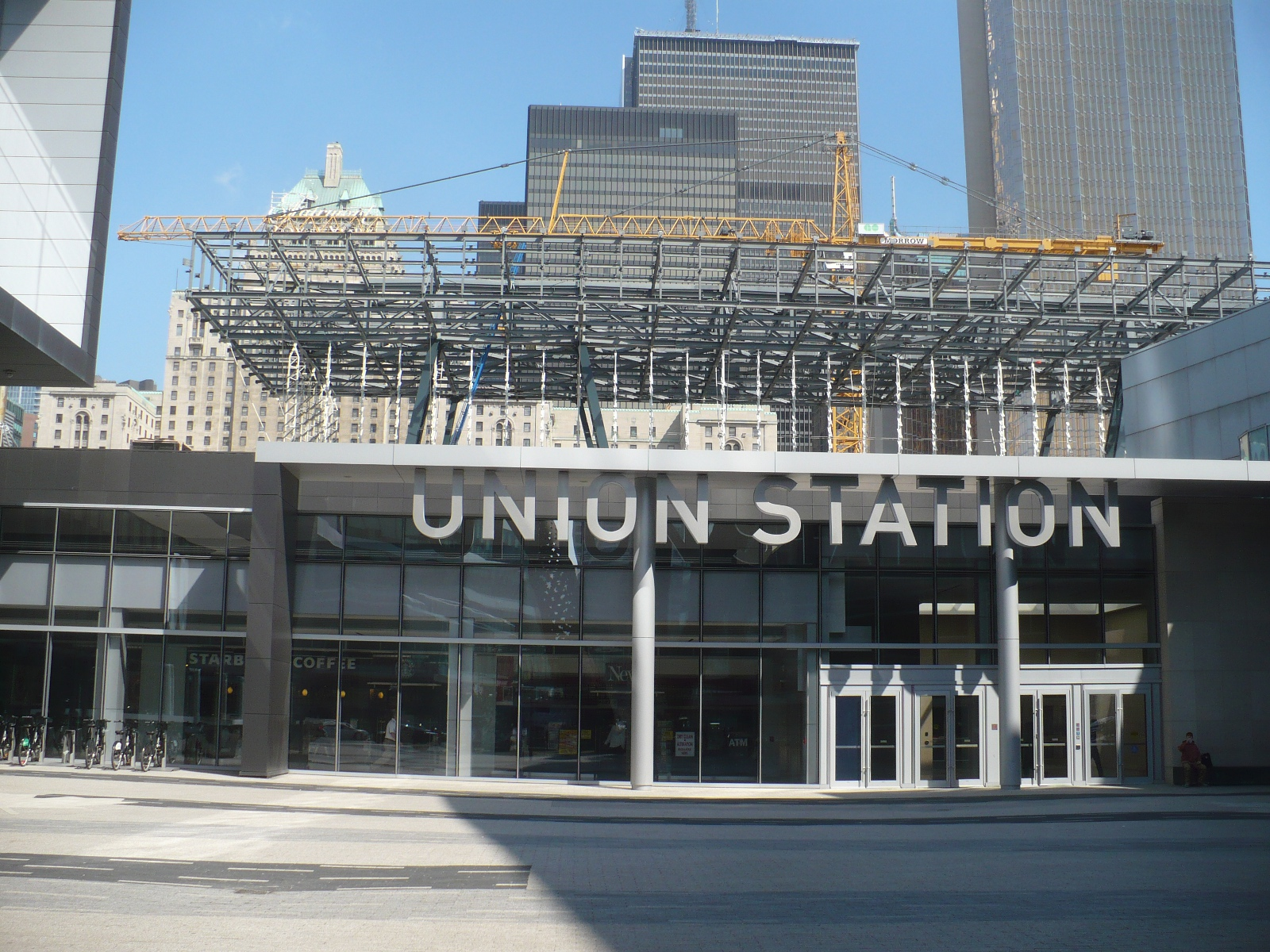
南口
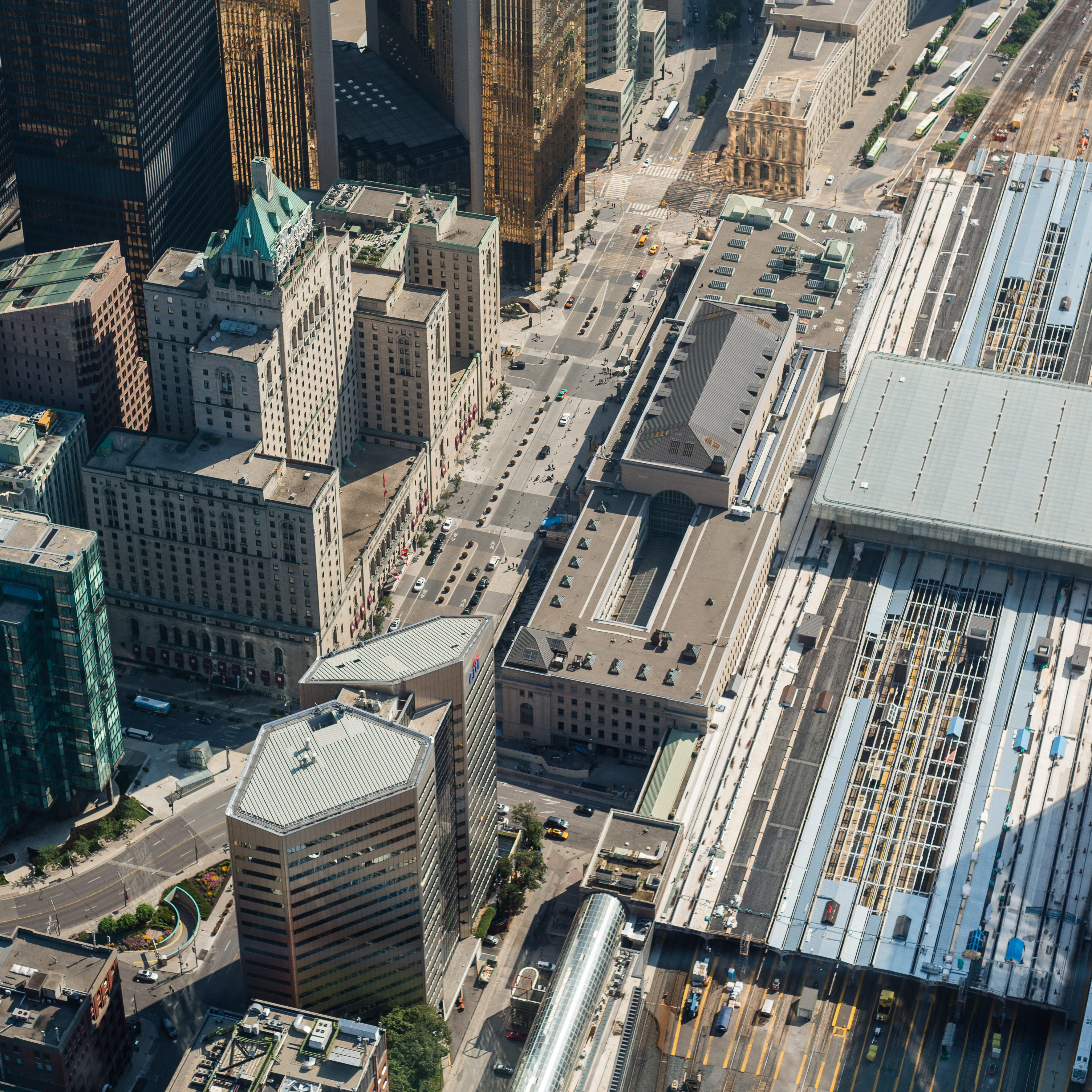
CNタワーから（左はロイヤルヨークホテル）